# Szent arkangyalok fatemplom (Gyulamonostor)
A gyulamonostori Szent arkangyalok fatemplom műemlékké nyilvánított épület Romániában, Máramaros megyében. A romániai műemlékek jegyzékében az MM-II-m-A-04597 sorszámon szerepel.